# 近地超新星

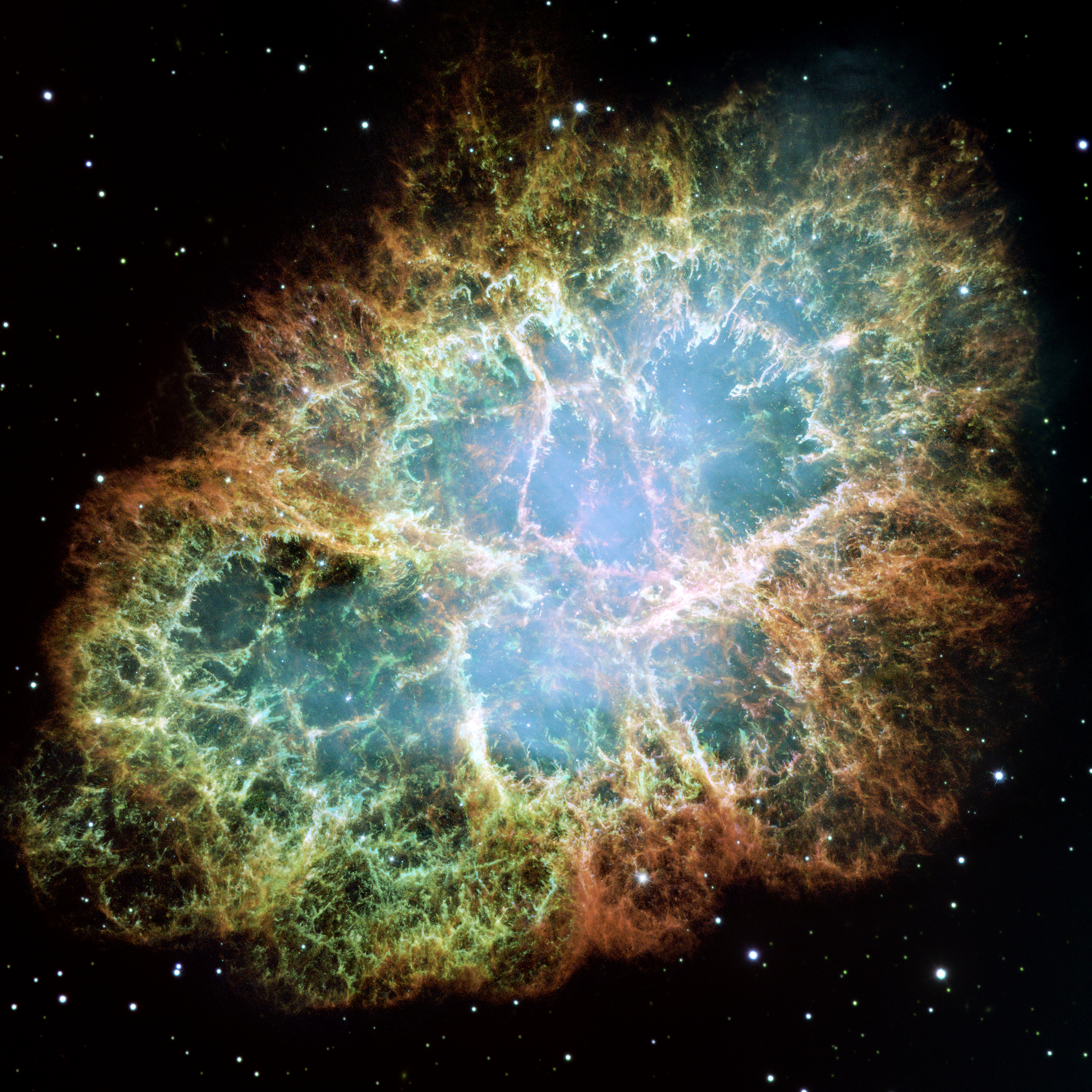
蟹狀星雲是與1054超新星相關聯的脈衝風星雲，它位於金牛座與地球的距離大約6,500光年。

鄰近地球的超新星，是指与地球距离足够近（大约小于10到300秒差距即30~1000光年），以致于恆星死亡產生爆炸的結果足以對地球的生物圈產生影響的超新星。

## 對行星的效應
伽瑪射線是超新星對類地行星的生物可能產生負面影響，最需要負責的部分。在地球的狀況，伽瑪射線誘使上層的大氣層發生化學變化，轉變氮分子成為氧化氮，消耗掉臭氧層使地球表面暴露在有害的太陽和宇宙輻射下。

## 各類型的風險
考慮在附近對地球可能造成影響的超新星候選人多半都聚焦在巨大的II型超新星。在距離太陽數百光年的距離內，有幾顆顯著的恆星成為候選人，在未來的一千年內可能成為超新星，一個例子就是距離地球640光年的紅超巨星参宿四（獵戶座α星）。經由光譜，預言可能成為超新星的這個天體被認為對地球會產生一些影響。
最近的估計預測距離地球8秒差距（26光年）的II型超新星會摧毀地球一半的臭氧層，這樣的預測主要是依據1987年在大麥哲倫星系爆炸的第II型超新星SN 1987A被測量到的輻射通量。估計在距離地球10秒差距內出現超新星的機率是每十億年0.05至0.5顆  to 10 per Ga.有些作者的估計是基於超新星都發生在星系螺旋臂的理念上，並且超新星爆炸在太陽附近的區域大約要一千萬年才會出現一顆（我們現在進入或已在獵戶臂）。喬瑞絲等人最近的論文引用的資料是在10秒差距的區域內每十億年只獲產稱3顆超新星，在給定的距離D產生超新星的頻率，當D值小時比例值是距離的三次方（D3），而由於星系盤面的厚度是有限的，因此當距離D夠大時，比例值是距離的二次方（D2）。例如，相對來說距離較近的超新星有船帆座超新星殘骸（大約800年至1,200年之前）和Geminga（距離約550光年，大約300,000年前爆炸）。
如果Ia超新星在與地球的夠近的距離內爆炸被認為是最危險的，因為Ia超新星是由暗淡且普通的白矮星引起的，很可能在難以研究的恆星系統內，不可預期的發生對地球有影響的超新星爆炸。一種理論認為Ia超新星在1,000秒差距（3,300光年）的距離上就會影響到地球。最接近的候選者是飛馬座IK（見下文）。

## 過去的事件
來自短生命期放射性同位素顯示，確認鄰近的超新星有助於太陽系的組成，甚至可能因而觸發這個體系的形成。在天文學的時間週期內，超新星製造的重元素最終得以在地球上產生生命化學。
在1996年，伊利諾大學厄巴納-香檳分校的天文學家認為從檢測地球上岩地層的金屬同位素印記可以追蹤過去的超新星。隨後，來自慕尼黑工業大學的研究報告指出太平洋深海的岩石有著豐富的鐵60。這些鐵的同位素（总共只有23個原子）是在1300萬年前，僅有2公分厚的地殼頂端發現的。估計超新星的爆炸要么發生在500萬年之内，要么發生在非常靠近太陽系的地方，否則不會還有這麼多的鐵60依然殘留著。超新星發生在很靠近的地方將會導致生物的大滅絕，但是在那個時期並未發生，而鐵的數量顯示距離不會超過30秒差距。另一方面，作者估計在距離少於D（對於合理的小D）的超新星發生頻率大約為每Ga（D/10 pc）3。因此過去500萬年內在30秒差距的距離內產生超新星的機率只有5%。他們指出，因為我們正在進入獵戶臂，所以這種可能性很高。
Adrian L. Melott 等人估計來自伽瑪射線暴的"危險密度"在每十億年中是發生超新星爆炸的兩倍或更多，並且被認為是奧陶系結束滅絕，導致地球上60%的海洋生命滅絕的原因。
在1998年發現的一個超新星殘骸，RX J0852.0-4622，位於船帆座超新星殘骸的前方（看似），發現單獨來自他的鈦-44（半衰期90年）蛻變γ射線，顯示它必然是在最近才爆炸的（或許在西元1,200年），但在歷史上毫無記錄。γ射線和X-射線的通量顯示這顆超新星相對是很接近地球的（或許只有200秒差距，或是660光年）。如果真是如此，這是一個令人吃驚的事件，因為在200秒差距的距離內發生超新星爆炸的機率估計是100,000年一次。
在2009年，研究人員在南極的冰核中發現硝酸鹽，其年代對應於已知的西元1006年和1054年超新星，以及大約是1060年的年代。硝酸鹽顯然是來自超新星的γ射線所形成的氮氧化物，這種技術應該能夠檢測出過去數千年內的超新星。